# X-Ray Engine
X-Ray Engine je herní engine, který vytvořil ukrajinský vývojářský tým GSC Game World pro hru S.T.A.L.K.E.R.: Shadow of Chernobyl. První ukázka enginu proběhla v roce 2001. Zpočátku byl orientován na DirectX 8, přičemž byl mnohokrát upravován, aby odpovídal herním požadavkům. Následně byla vypracována také podpora rozhraní DirectX 9 a s vydáním hry S.T.A.L.K.E.R.: Clear Sky také DirectX 10. Po uvolnění patche 1.5.07 pro S.T.A.L.K.E.R.: Clear Sky se ve hře se objevila podpora pro DirectX 10.1. Ve hře S.T.A.L.K.E.R.: Call of Pripyat se objevila podpora pro DirectX 11. Pro S.T.A.L.K.E.R. 2 byla naplánována verze X-Ray Engine 2.0.

## Hry
| Název hry                           | Datum vydání    | Platforma               | Verze enginu                |
| ----------------------------------- | --------------- | ----------------------- | --------------------------- |
| Oblivion Lost                       | zrušena         | Microsoft Windows, Xbox | alfa verze X-Ray Engine 1.0 |
| S.T.A.L.K.E.R.: Shadow of Chernobyl | 20. březen 2007 | Microsoft Windows       | X-Ray Engine 1.0            |
| S.T.A.L.K.E.R.: Clear Sky           | 22. srpen 2008  | Microsoft Windows       | X-Ray Engine 1.5            |
| S.T.A.L.K.E.R.: Call of Pripyat     | 2. říjen 2009   | Microsoft Windows       | X-Ray Engine 1.6            |